# Аэротенк

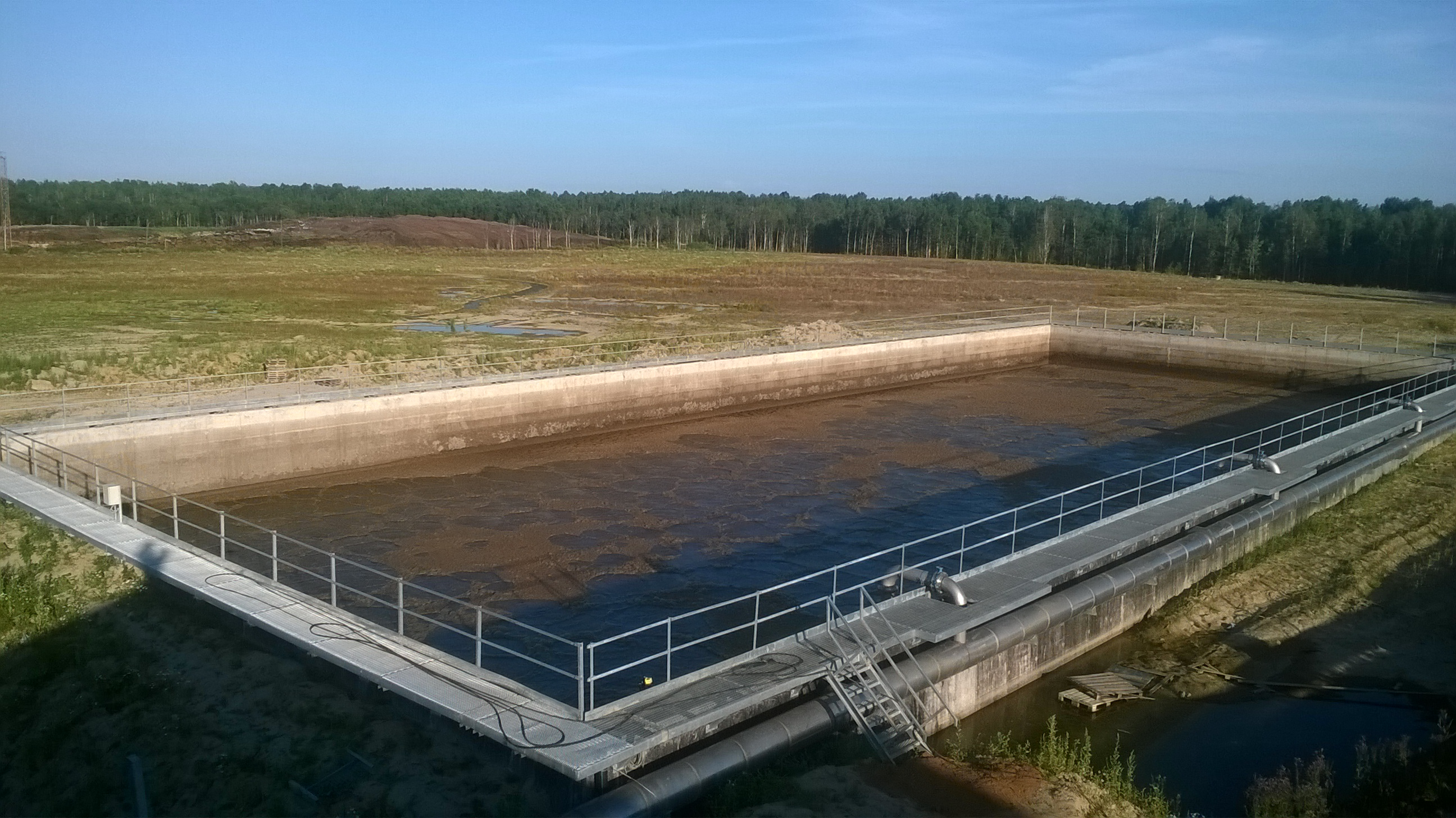
Аэротенк

Аэротенк — чаще всего резервуар прямоугольного сечения, по которому протекает сточная вода, смешанная с активным илом, где происходит биохимическая очистка сточной воды. Воздух, вводимый с помощью пневматических или механических аэраторов — аэрационной системы, перемешивает обрабатываемую сточную воду с активным илом и насыщает её кислородом, необходимым для жизнедеятельности бактерий.
Большая насыщенность сточной воды активным илом (высокая доза) и непрерывное поступление кислорода обеспечивают интенсивное биохимическое окисление органических веществ, поэтому аэротенки являются одним из наиболее совершенных сооружений для биохимической очистки. В зависимости от требуемой степени снижения органического загрязнения сточных вод аэротенки проектируются на полную биологическую очистку и неполную очистку.

## Факторы, определяющие удовлетворительную работу аэротенков
Наиболее важными факторами, влияющими на развитие и жизнеспособность активного ила, а также качество биологической очистки, являются температура, наличие питательных веществ, содержание растворённого кислорода в иловой смеси, значение рН, присутствие токсинов. Удовлетворительная работа аэротенков в значительной степени определяется также технологическим режимом эксплуатации, где основное значение имеют:
- оптимальное соотношение между концентрацией загрязнений в поступающей воде и рабочей дозой активного ила (при уменьшении дозы ила возникает эффект повышения нагрузки и снижения качества очистки, при увеличении — затрудняется эффективность разделения ила и очищенной воды во вторичных отстойниках);
- необходимое время контакта загрязнений с активным илом;
- достаточное количество кислорода в системе.

## Кислородный режим в аэротенках
Для нормальной жизнедеятельности организмам активного ила требуются малые количества растворённого кислорода. Критической концентрацией считается 0,2 мг/дм³, вполне удовлетворительной — 0,5 мг/дм³ растворённого кислорода. Однако активный ил не терпит залежей и при малейшем застое начинает гибнуть от собственных метаболитов (загнивание). Поэтому нормы на содержание растворённого кислорода (не менее 1,0—2,0 мг/дм³ в любой точке аэротенка) предполагают обеспечение интенсивного перемешивания иловой смеси с целью ликвидации её залежей. При концентрации растворённого кислорода, превышающей максимально необходимую, критическую величину, степень активности микроорганизмов не увеличивается и очистка не улучшается. Поэтому для каждого очистного сооружения устанавливается своя «критическая концентрация» кислорода, причем степень его поглощения определяется, главным образом, характером и концентрацией загрязнений.
Подача воздуха обеспечивает несколько процессов, происходящих с активным илом:
- дыхание организмов,
- перемешивание иловой смеси,
- удаление метаболитов,
- хемоокисление загрязняющих веществ.

Плохие аэрационные условия для активного ила могут быть обусловлены следующими причинами:
- сокращением подаваемого воздуха, разрушением и засорением фильтрующих воздух элементов (фильтросных пластин, дырчатых труб, мелкопузырчатых диспергаторов и т. д.);
- залежами и микрозалежами плохо перемешиваемого ила в различных участках аэрируемой зоны и всех звеньев очистки;
- повышением удельных нагрузок на активный ил за счёт возрастания содержания растворённых органических веществ в поступающей на очистку воде;
- увеличением содержания токсичных веществ в сточной воде, поступающей на очистку (токсиканты блокируют дыхательные ферменты у организмов активного ила);
- возрастанием кислородопоглощаемости активного ила из-за нарушения режима выгрузки осадка из первичных отстойников;
- превышением оптимальной концентрации возвратного ила (недостаток кислорода при увеличении биомассы активного ила).

Улучшение аэрационных условий можно достичь налаживанием технологического режима эксплуатации (возможности ограничены) и увеличением процента использования кислорода активным илом за счёт смены аэрирующих элементов.
При крупнопузырчатой аэрации размер пузыря воздуха достигает 5—6 мм и использование кислорода активным илом при этом составляет 6—7 %, что не создаёт идеального массопереноса растворённого кислорода из жидкости в клетку. При уменьшении размера пузыря воздуха до 2—2,5 мм увеличивается использование кислорода до 8—12 %, а при применении мелкопузырчатых диффузоров (200—500 мкм — размер отверстий) — до 15 %. Применение мелкопузырчатой аэрации позволяет аэрофилам заместить микроаэрофилов в активном иле, что приводит к значительному улучшению качества очистки, улучшению седиментационных характеристик активного ила, его влагоотдающих свойств, повышению уровня метаболизма, сокращению прироста, а также возрастанию устойчивости организмов ила к воздействию токсичных веществ.